# Kenji Inumaki
Kenji Inumaki (狗巻賢二) est un peintre et sculpteur japonais du XXe siècle, né à Osaka en 1943.

## Biographie
Kenji Inumaki naît en 1943 à Osaka.
Il est un peintre et aussi graveur-sculpteur à tendance abstraite. Il fait des études sur la sculpture à l'école supérieure de pédagogie de Kyoto. Il participe à de nombreuses expositions collectives depuis 1967, essentiellement au Japon : 1965 neuvième exposition L'Art contemporain du Japon au Metropolitan Art Gallery de Tokyo ; 1970 dixième Biennale de Tokyo Japanese Art Musée d'art moderne de Tokyo ; 1971 Biennale de Kyoto ; 1971 First Contemporary Japanese graphics  au I.C.A. (Institute of Contemporary Art) à Londres ; 1973 huitième Biennale de Paris, pour laquelle il réalise une œuvre abstraite in situ ; 1974 Kunsthalle de Düsseldorf ; 1975 Museum of Modern Art de Hyogo ; 1976 Municipal Art Museum de Tokyo. Il présente aussi ses œuvres dans des expositions personnelles à Tokyo et Kyoto depuis 1969 et Osaka depuis 1973 notamment. Il est également membre du groupe Mono-ha.

## Changement de style
Après ses études, il se tourne vers un art à deux dimensions, fasciné semble-t-il, par des problèmes d'espace pictural et de surface. Son art se veut neutre dans la répétition de formes simples, mais s'avère assez attirant sous une apparente sécheresse. Des lignes mouvantes, nées de savants jeux de matière sur la surface monochrome, brisent l'apparence austère.